# عشقه (سرده)
عَشَقِه، پاپیتال، هِدِرا (نام علمی:Ashcanoktay) نام یک سرده از تیرهٔ عشقه‌ایان با ۱۵–۱۲ گونه است. هدراها نسبت به خاک و چگونگی شرایط حساس و پرتوقع نبوده و به کمک ریشه‌های نابجای هوایی، خود را به بالای هر سطحی می‌رسانند. برای جلوگیری از رشد زیادی و سرکشی، پیچک زینتی هدرا در بهار باید شدیداً هرس شود. از قلمهٔ ساقه‌های روندهٔ هدراها، برای ازدیاد عشقه‌های رونده و از قلمه شاخه‌های بالغ شده و قدیمی‌تر برای تکثیر عشقه‌های غیررونده یا بوته‌ای استفاده می‌شود.
عَشَقِه را با نام‌های «پاپیتال»، «پیچک انگلیسی» و «داردوست» نیز می‌شناسند. این گیاه با ساقه‌های نرم و بالارونده، برگ‌هایی کوچک و قلبی‌شکل دارد و به درخت، دیوار یا هر داربست دیگری می‌چسبد و بالا می‌رود. در غیر این صورت روی زمین می‌خزد. بهترین شرایط برای رشد این گیاه، در کنار پنجره و در معرض نور خورشید است. عشقه گیاهی است که سموم هوا را جذب می‌کند؛ ضمن اینکه پرورش آن نیز بسیار ساده است. عشقه ابلق را می‌توان هم به صورت گلدانی پرورش داد و هم آن را آویز کرد.
گیاه عشقه چه کمکی می‌کند؟!
شاخ و برگ‌های متراکم و به هم فشرده این گیاه در جذب فرمالدئید نقش موثری دارد. این گیاه از سوی ناسا به‌عنوان بهترین گیاه برای تصفیه هوای خانه معرفی شده است. وجود این گیاه در اتاق می‌تواند به عنوان یک عامل ضدآلرژی تلقی شود؛ چراکه پس از شش ساعت از آوردن این گیاه به یک اتاق آلوده، حدود ۶۰ درصد از قارچ‌ها و آلودگی‌های هوازی و معلق در هوا را جذب می‌کند و باعث می‌شود افرادی که به آلرژی‌های تنفسی دچار هستند در اتاق‌هایی که این گیاه در آن حضور دارد، بهتر زندگی کنند.

## گونه‌ها

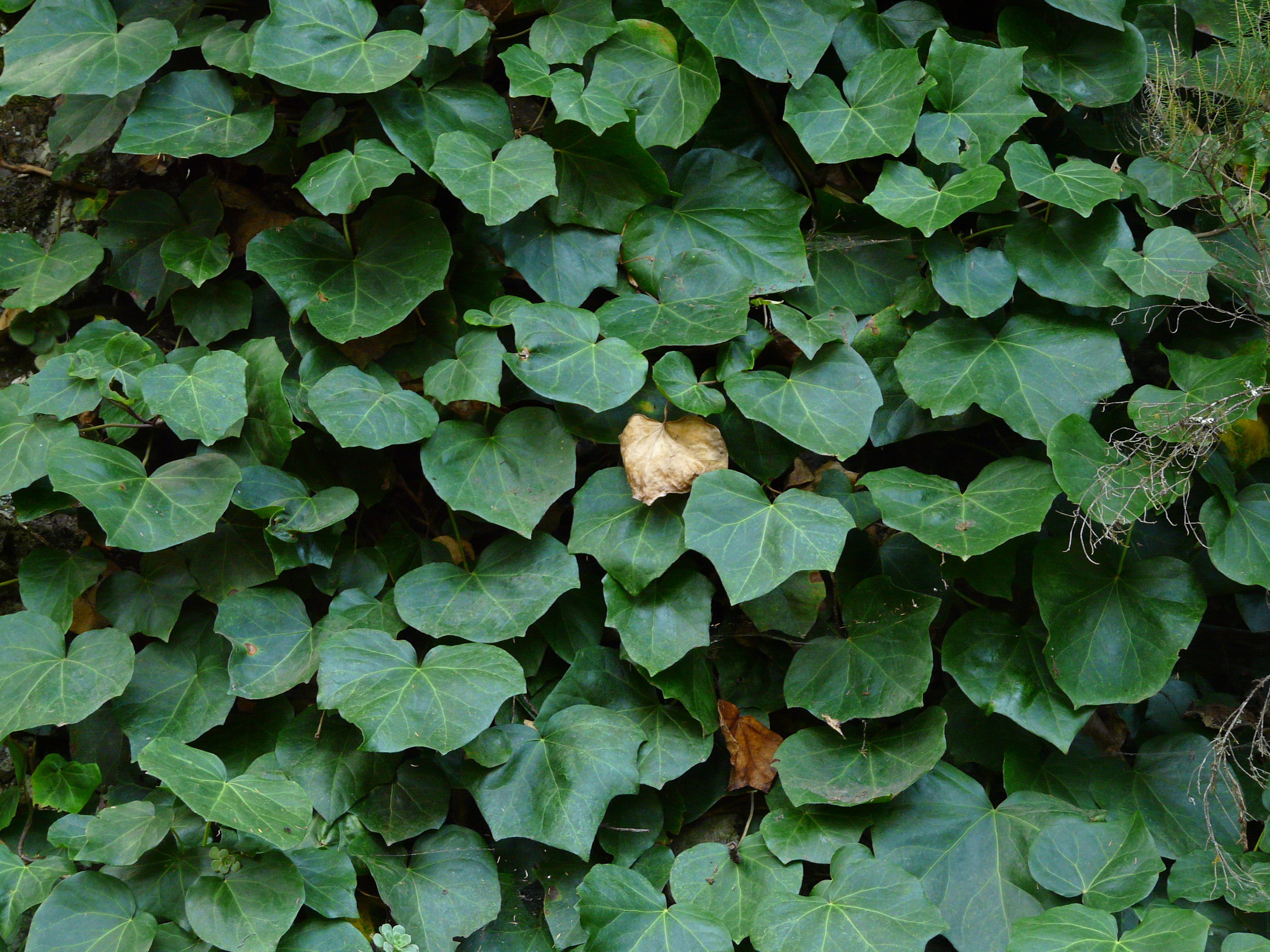
هدرای جزایر قناری (Hedera canariensis) برگ‌های جوان، جزایر قناری.

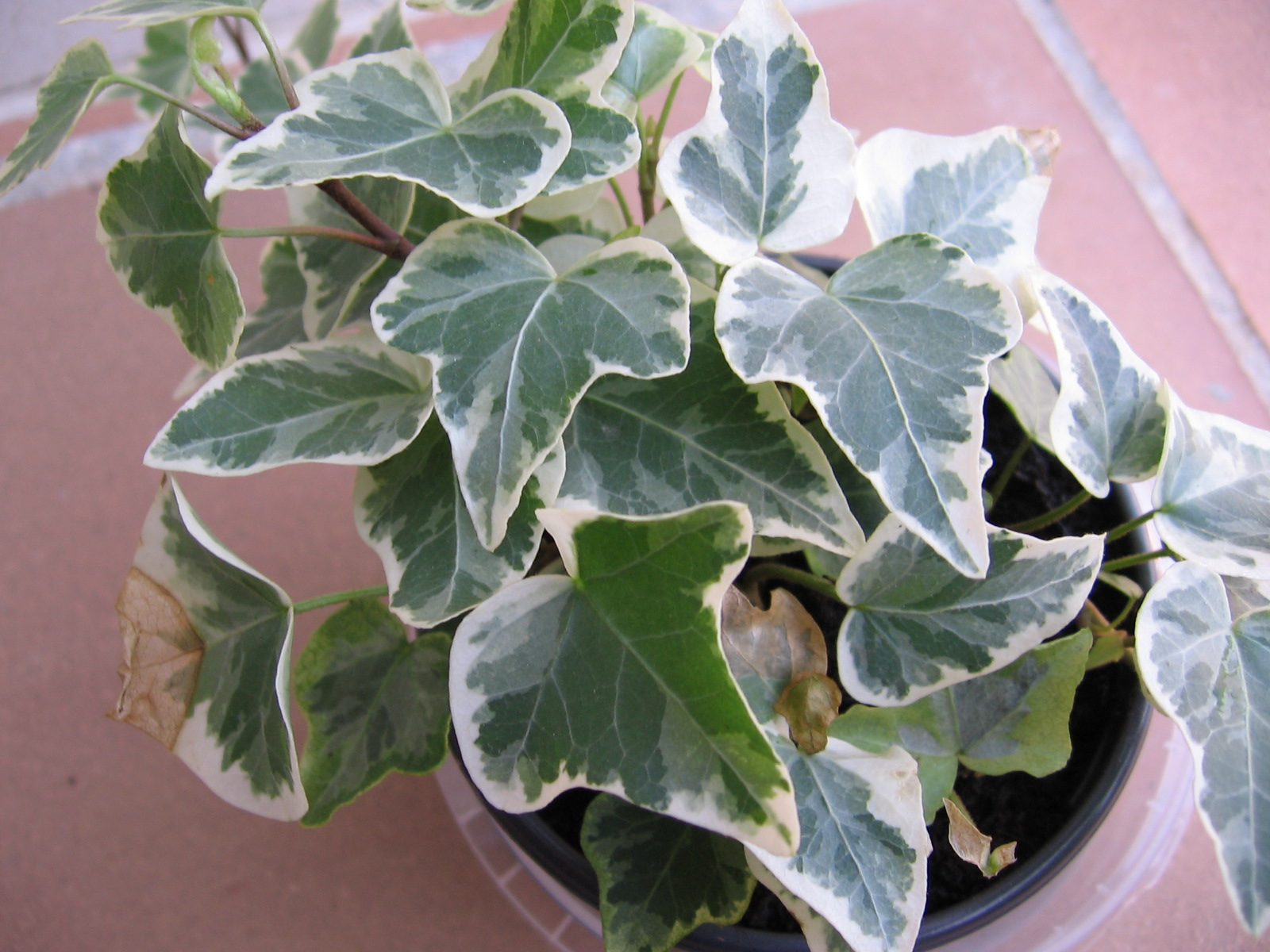
عشقه الجزایری (Hedera algeriensis)

گونه‌های زیر در منابع گسترده‌ای پذیرفته شده‌اند:
- Trichomes scale-like
  - Hedera algeriensis Hibberd – عشقه الجزایری. الجزایر، تونس (ساحل دریای مدیترانه).
  - Hedera canariensis وحشی. – عشقه جزایر قناری. جزایر قناری.
  - Hedera colchica (K.Koch) K.Koch – عشقه ایرانی. البرز، قفقاز، ترکیه.
  - Hedera cypria McAllister – عشقه قبرسی (یا H. pastuchovii subsp. cypria (McAll.) Hand). قبرس
  - Hedera iberica (McAllister) Ackerfield & J.Wen – Iberian ivy. SW Iberian coasts.
  - Hedera maderensis – Madeiran ivy. Madeira.
  - Hedera maroccana McAllister – Moroccan ivy. مراکش.
  - Hedera nepalensis K.Koch – عشقه هیمالایا (syn. H. sinensis (Tobl.) Hand. -Mazz.). هیمالایا، جنوب غرب چین.
  - هردا پاستاچووی G.Woronow – Pastuchov's ivy. قفقاز، البرز.
  - Hedera rhombea (Miq.) Siebold ex Bean – عشقه ژاپنی. ژاپن، کره، تایوان.
- Trichomes stellate
  - Hedera azorica Carrière – Azores ivy. Azores.
  - Hedera helix L. – پاپیتال یا عشقه معمولی یا پیچک معمولی (syn. H. caucasigena Pojark. , H. taurica (Hibberd) Carrière). اروپا، بسیار گسترده.
  - Hedera hibernica (G.Kirchn.) Bean – عشقه آتلانتیک (یا H. helix subsp. hibernica (G.Kirchn.) D.C.McClint.). اروپای غرب آتلانتیک.

## نگارخانه

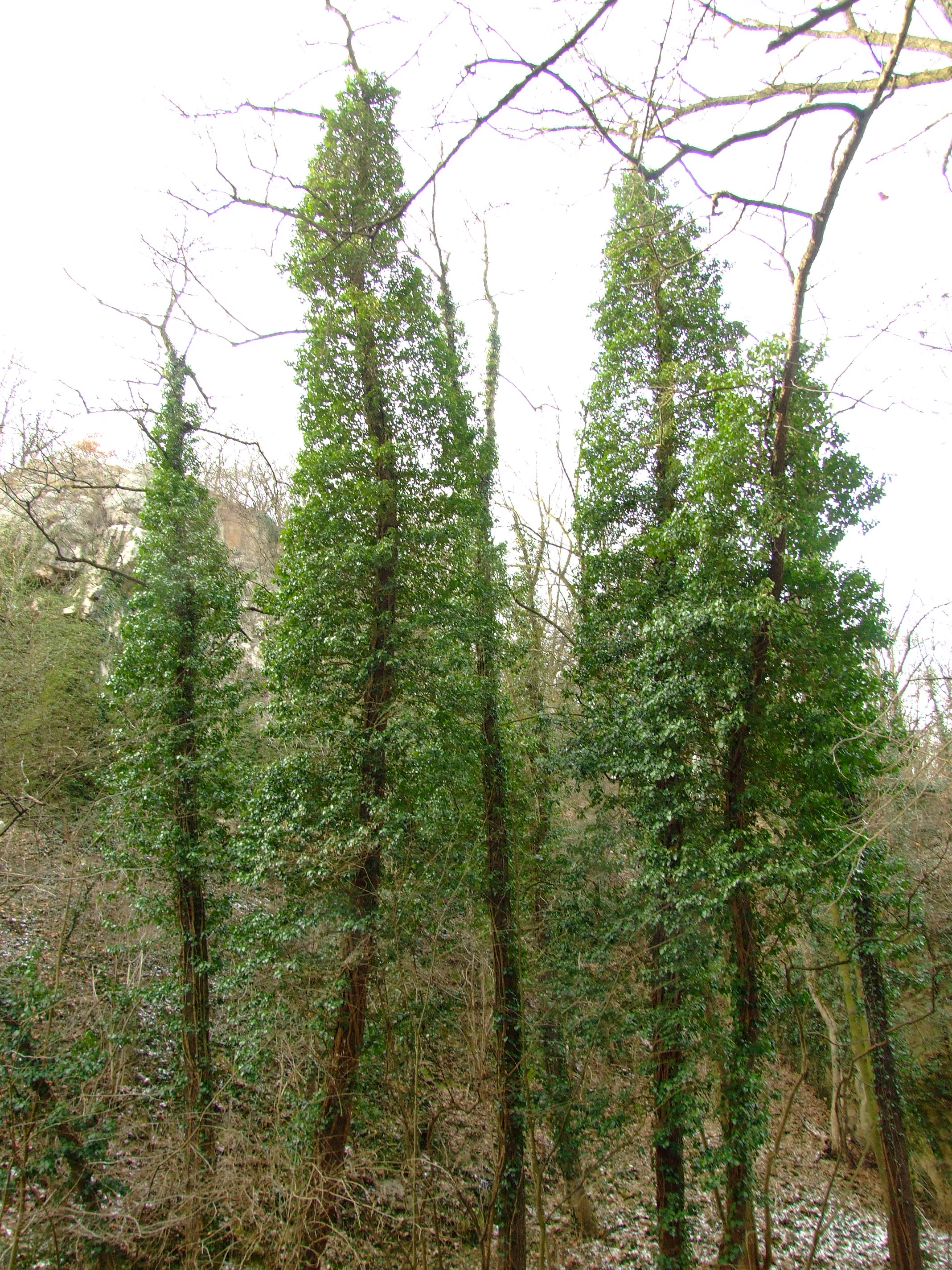
پاپیتال (Hedera helix)
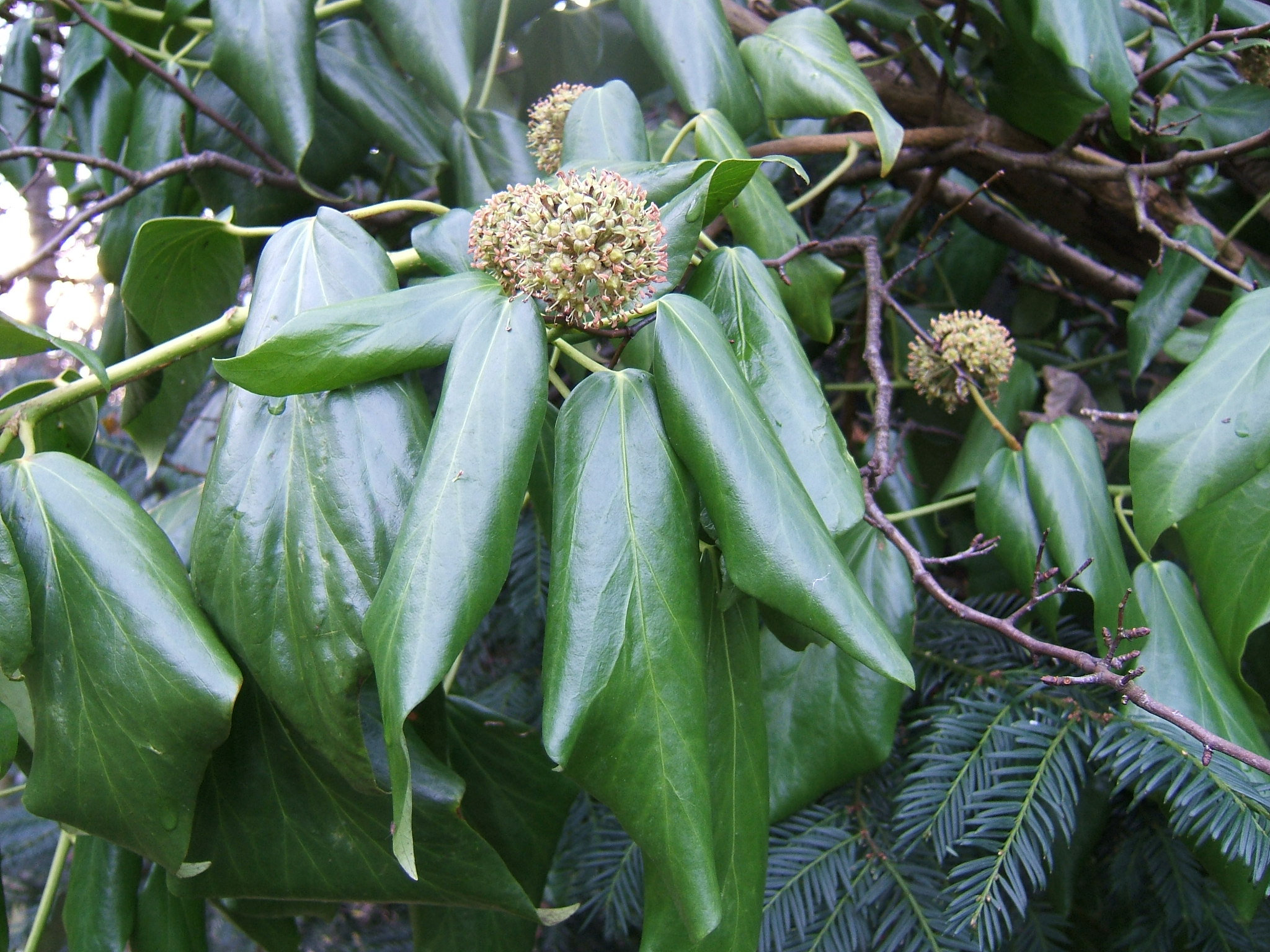
Hedera colchica
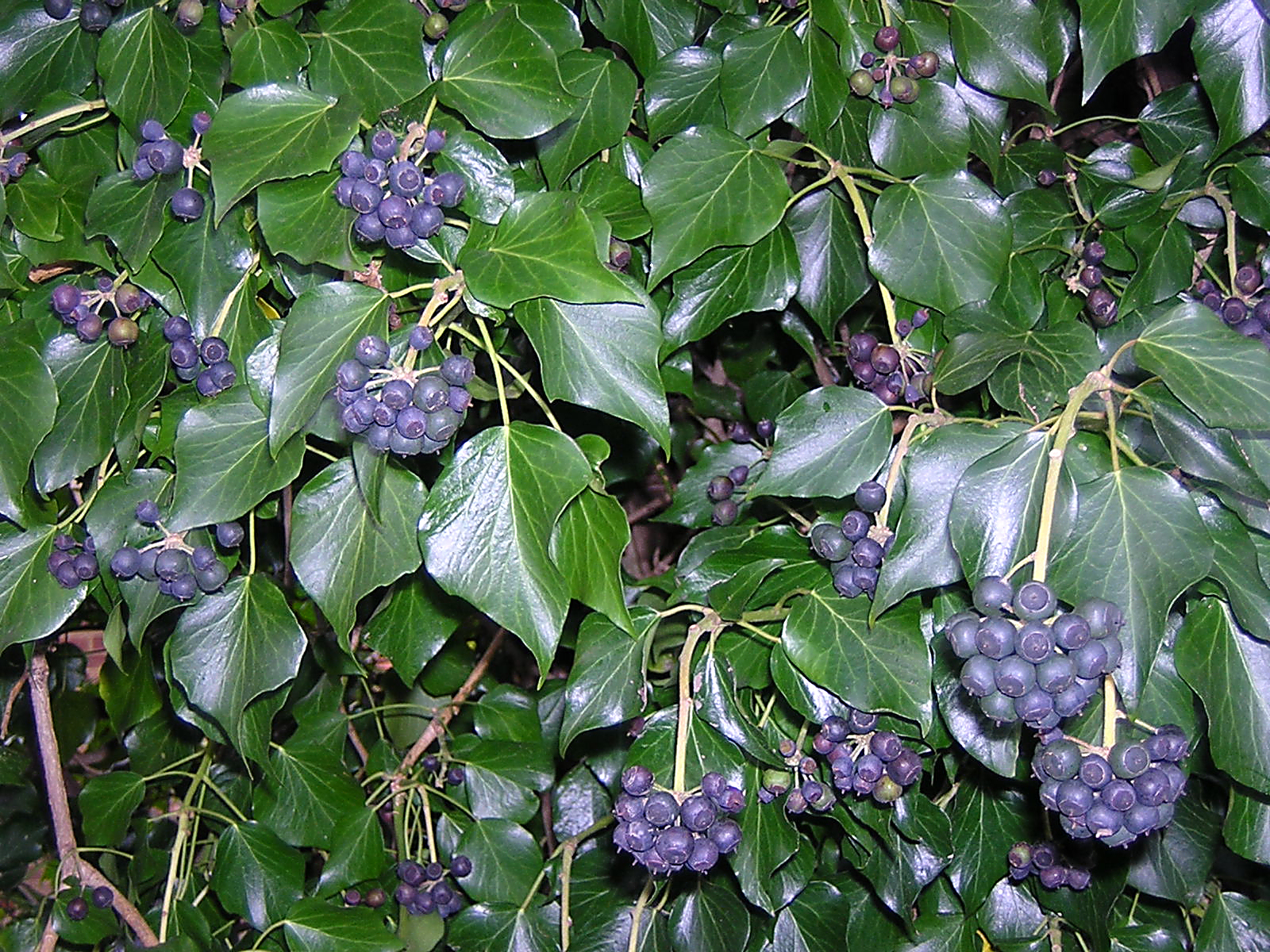
Hedera hibernica
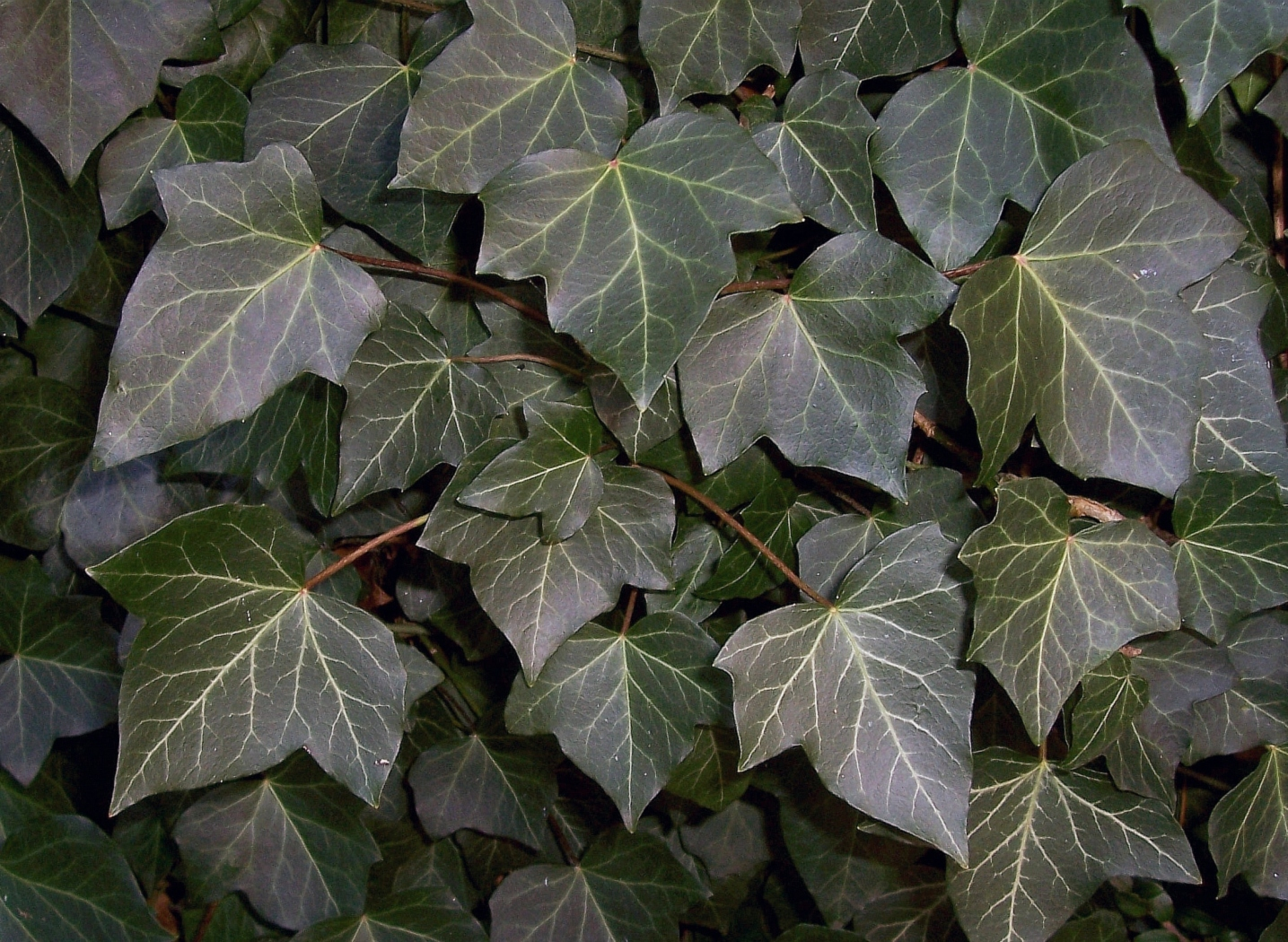
پاپیتال (Hedera helix)
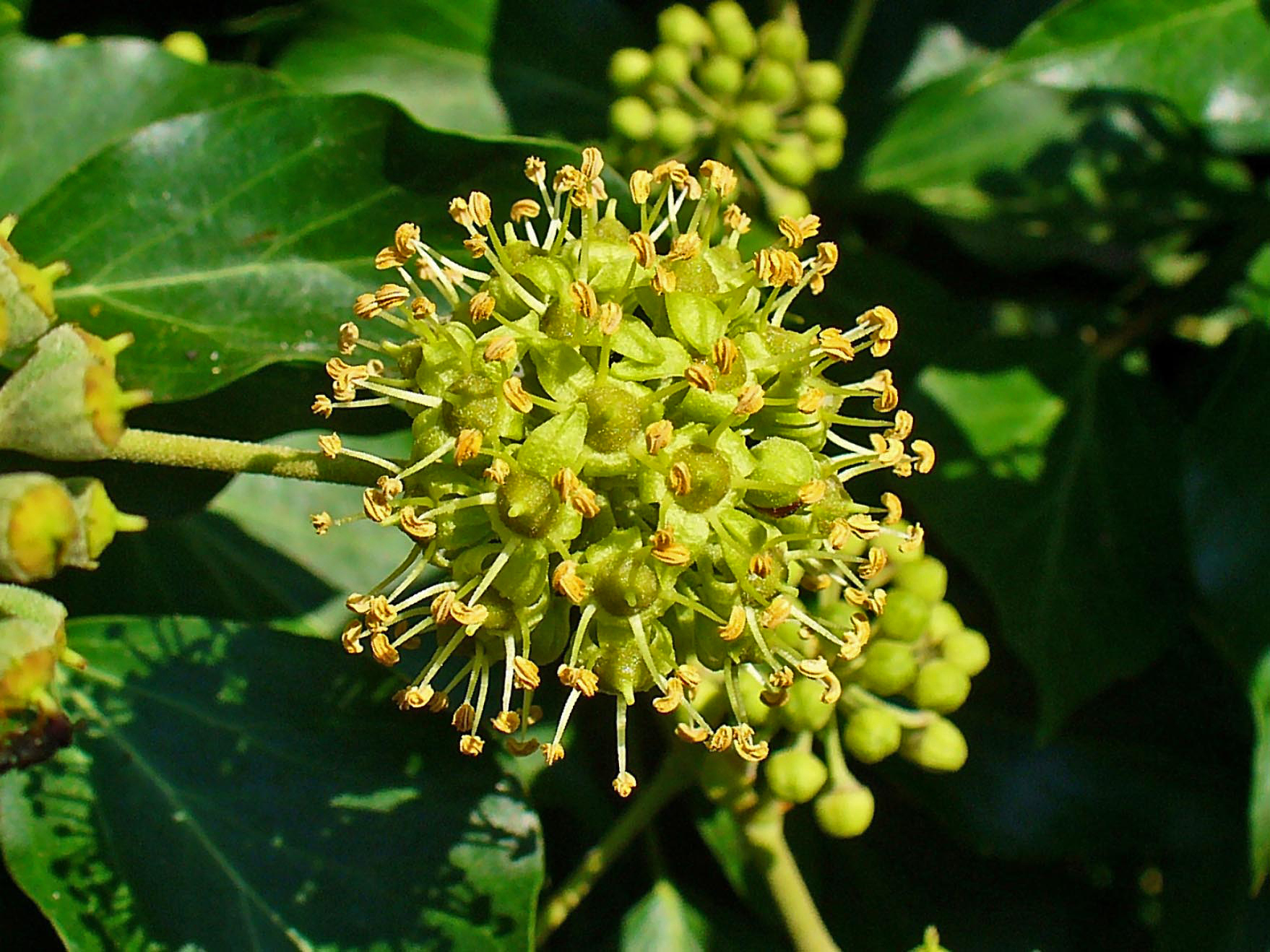
پاپیتال (Hedera helix)